# Talca (stad)
Talca is een regiohoofdstad en gemeente in de Chileense provincie Talca in de regio Maule. Talca telde 220.357 inwoners in 2017 en heeft een oppervlakte van 232 km².

## Geschiedenis
De stad werd als San Agustín de Talca in 1742 gesticht door José Manso de Velasco, destijds gouverneur van Chili. De stad werd beschadigd door de aardbevingen van 1742, 1928 en
2010. Op 12 februari 1818 keurde Bernardo O'Higgins in Talca de Chileense onafhankelijkheidsverklaring goed.

## Economie
De productie van zowel graan als wijn vormen een belangrijk deel van de economie van Talca en het omringende gebied. Daarnaast is er industrie.

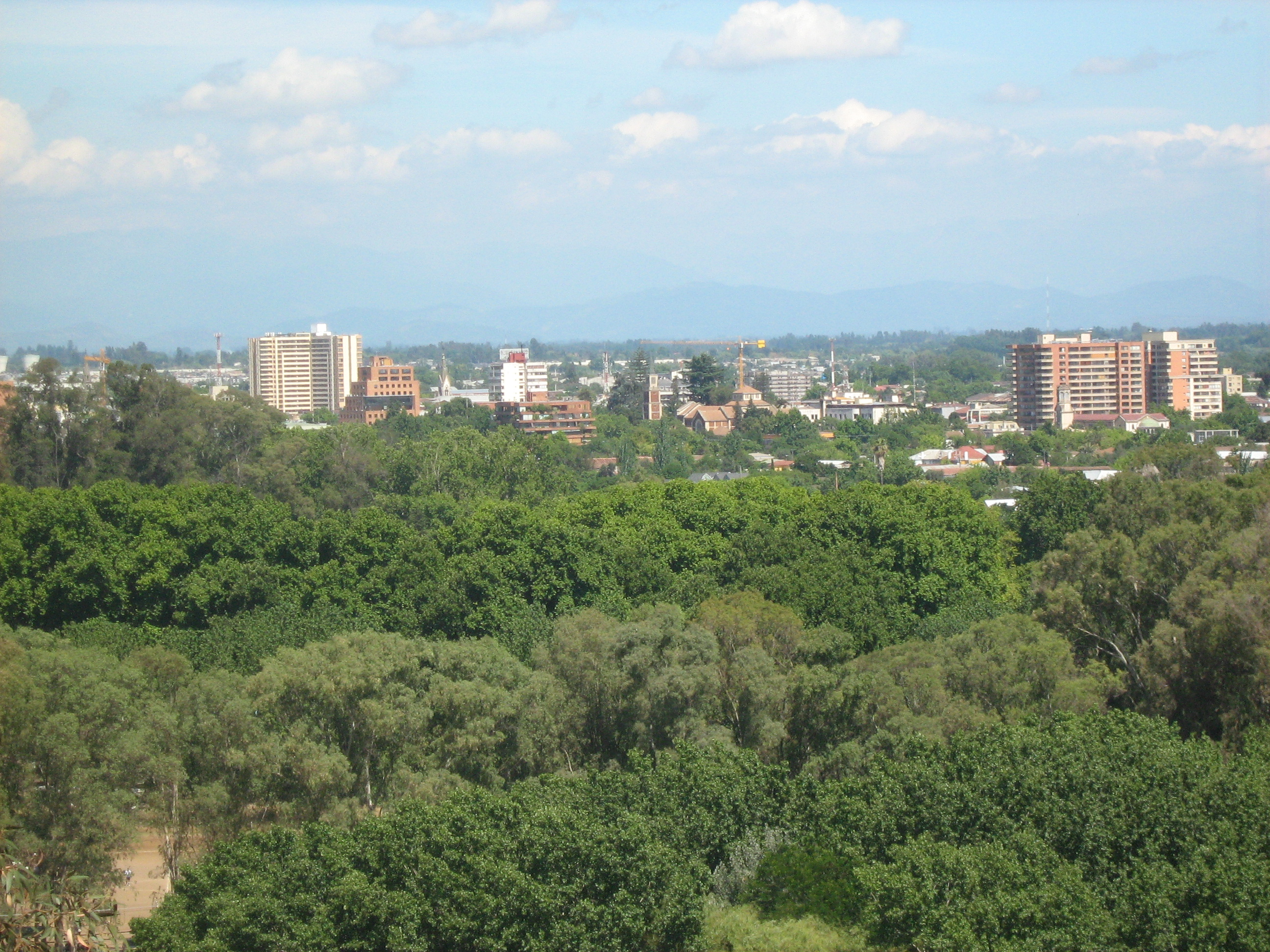
Gezicht op het centrum

## Geboren
- Pedro Opaso (1876-1957), president van Chili
- Orlando Aravena (1942-2024), voetballer en voetbalcoach
- Eduardo Fournier (1956), voetballer en voetbalcoach
- Hugo Rubio (1960), voetballer en spelersmakelaar